# オースリー
株式会社オースリーは、かつて東京都北区に本社を構え、100円ショップ「シルク」を経営していた会社。

## 沿革
- 1981年9月 - 衣笠商店として創立。
- 1986年3月 - 商号を有限会社オースリーに変更。
- 1992年11月 - 商号を株式会社オースリーに変更。
- 2000年6月 - インターネットによる店舗発注システムを稼働。
- 2007年3月 - ワッツの完全子会社になる。
- 2008年8月 - ワッツ傘下のワッツオースリー販売に全事業を譲渡。
- 2008年9月 - ワッツに吸収合併される。